# Pere Le Baud
Pere Le Baud (francès Pierre Le Baud o Lebaud, nascut vers 1450, potser a Saint-Ouën-des-Toits (Mayenne), mort el 29 de setembre de 1505 a Laval) fou un eclesiàstic francès, conegut com a confessor de la duquessa Anna de Bretanya i pels seus treballs sobre la història de Bretanya.
Va escriure dues històries de Bretanya, la primera el 1480 en el regant de Francesc II de Bretanya, i la segona el 1505 en el regnat d'Anna. De la primera, sota el nom de "Cronicques et ystoires des Bretons", existeixen dues versions manuscrites publicades parcialment al començament del segle xx.
El 4 d'octubre de 1496 Anna el va autoritzar per consultar tots els títols i documents als capítols, abadies, comunitats i arxius del país; va acabar la redacció de l'obra el 1505 amb el títol de "Cronique des roys et princes de Bretaigne armoricane" de la que es conserven tres còpies manuscrites; fou publicada el 1638 junt amb les cròniques de les cases de Vitré i Laval.
Va deixar també alguns altres escrits menors.